# دانيال ويلينجتون
دانيال ويلينجتون (بالإسبانية: Daniel Willington)‏ هو مدرب كرة قدم ولاعب كرة قدم أرجنتيني في مركز الهجوم، ولد في 1 سبتمبر 1942 في  في الأرجنتين. شارك مع منتخب الأرجنتين لكرة القدم. أما مع النوادي، فقد لعب مع انيستتوتو وتاليريس كوردوبا وتيبورونيس روخوس دي فيراكروز وفيليز سارسفيلد وهوراكان.

## وصلات خارجية
- دانيال ويلينجتون على موقع قاعدة بيانات كرة القدم.إي يو (الإنجليزية)
- دانيال ويلينجتون على موقع ناشيونال فوتبول تيمز (الإنجليزية)